# Foreste pluviali montane di Giava orientale-Bali
Le foreste pluviali montane di Giava orientale-Bali sono un'ecoregione (IM0112) che copre le regioni più elevate della metà orientale dell'isola di Giava e la maggior parte della zona centrale dell'isola di Bali, in Indonesia. L'area presenta un certo numero di vulcani attivi, ma deve fronteggiare la costante pressione della crescente popolazione umana che si spinge verso le quote più elevate e i terreni più marginali. Con un intervallo altitudinale che dal livello del mare giunge fino a 3426 m e precipitazioni che vanno da valori tipici delle foreste pluviali a quelli propri delle foreste secche, l'area presenta molti tipi diversi di foresta – sempreverde, decidua e semi-alpina.

## Geografia
Le isole di Giava e Bali sono il prodotto di un'attività vulcanica relativamente recente – Giava ha meno di 24 milioni di anni e Bali meno di 3 milioni di anni. Durante le recenti ere glaciali, quando il livello del mare era più basso, le due isole erano collegate con Sumatra e il Borneo. Su queste isole vi sono 20 vulcani che sono stati attivi in epoca storica. Il terreno è costituito da rocce vulcaniche, terreni alluvionali e alcune aree di calcare corallino sollevato in alto dai movimenti tettonici. A quote inferiori, l'ecoregione è circondata da quella delle foreste pluviali di Giava orientale-Bali.

## Clima
L'ecoregione ha un clima monsonico tropicale (Am secondo la classificazione dei climi di Köppen), caratterizzato da temperature relativamente uniformi durante tutto l'anno (tutti i mesi hanno una temperatura media superiore a 18 °C) e da una stagione secca pronunciata. Durante il mese più secco cadono meno di 60 mm di precipitazioni, ma sempre più di 25 mm. Questo clima è a metà strada tra quelli della foresta pluviale tropicale e della savana tropicale. Il mese più secco di solito coincide con quello del solstizio d'inverno dell'emisfero australe o quello subito successivo.

## Flora e fauna
I tipi di foresta dell'ecoregione sono determinati da quattro fattori principali: altitudine, suolo, topografia (forma/pendenza del terreno) e precipitazioni. A quote più basse (sotto i 1000 metri circa), dominano la foresta pluviale sempreverde e quella decidua umida. Nella prima, le essenze principali sono Artocarpus elasticus (Artocarpus è un termine di origine greca composto dalle parole che significano «pane» e «frutto»), il mogano giallo (Epicharis parasitica), il longkong (Lansium domesticum, un membro della famiglia del mogano che produce noci commestibili dal valore commerciale) e Planchonia valida. Il 60% dell'ecoregione è costituito da fitte foreste sempreverdi di latifoglie.
Alberi tipici delle foreste decidue sono Homalium tomentosum, l'albero della seta (Albizia lebbekoides), la reonja (Vachellia leucophloea, un alberello dai fiori bianchi), l'albero della pioggia dorata (Cassia fistula) e il siris bianco (Ailanthus integrifolia). Tra i 1000 e i 1800 metri circa le foreste montane presentano alberi di Lithocarpus, Quercus, Castanopsis e Lauracee. La foresta montana superiore è caratterizzata da vaste distese di Ericacee e muschi.
Nell'ecoregione vivono oltre 100 specie di mammiferi. Tra questi ricordiamo una specie vulnerabile, il pipistrello della frutta senza coda di Giava (Megaerops kusnotoi), e una sottospecie quasi endemica, il leopardo di Giava (Panthera pardus melas).
Qui sono state censite 215 specie di uccelli, 15 delle quali endemiche o quasi endemiche. Tra le forme endemiche o con un areale limitato ricordiamo l'aquila dal ciuffo di Giava (Nisaetus bartelsi), il colombo frugivoro collorosa (Ptilinopus porphyreus), il colombo imperiale dorsoscuro (Ducula lacernulata), la civetta nana alicastane (Glaucidium castanopterum), il succiacapre di Salvadori (Caprimulgus pulchellus), il barbuto fronte di fiamma (Psilopogon armillaris), la coda a ventaglio codirossa (Rhipidura phoenicura), la coda a ventaglio ventrebianco (R. euryura), l'uccello di fiamma della Sonda (Pericrocotus miniatus), il bulbul della Sonda (Ixos virescens), l'occhialino golagrigia di Giava (Heleia javanica), il luì pigliamosche della Sonda (Phylloscopus grammiceps), il garrulo schiamazzante fronterossa (Garrulax rufifrons), il garrulo arboricolo dal collare (Stachyris thoracica), il garrulo arboricolo pettonero (Cyanoderma melanothorax), il garrulo golagialla (Mixornis flavicollis), la nettarinia di Kuhl (Aethopyga eximia) e il canarino di Giava (Chrysocorythus estherae).

## Aree protette
Solo il 7,4% dell'ecoregione è ufficialmente protetto. Tra le aree protette degne di nota ricordiamo:
- il parco nazionale Bromo-Tengger-Semeru, nella provincia di Giava Orientale, comprendente il monte Bromo, un vulcano attivo, e l'area circostante;
- il parco nazionale Meru Betiri, nella stessa provincia, si estende fino alla costa, dove protegge i siti di nidificazione di tartarughe in pericolo di estinzione.